# Гамільтон (гора)
Гамільтон (англ. Mount Hamilton) — гора висотою 3025 метрів над рівнем моря в гірському хребті Мальте-Брун, який розташований у Південних (Новозеландських) Альпах на Південному острові, в регіоні Кентербері Нової Зеландії.

## Географія
Пік розташований в гірському хребті Мальте-Брун (Південні Альпи) лише за кілька кілометрів на північний схід від однойменної гори Мальте-Брун, яка піднімається на висоту 3199 м. Крім того, це другий тритисячник у цьому хребті. Схили гори покриті льодовиками, наприклад, льодовик Вілер лежить на її південно-східному схилі, Бонні — на північно-західному, а один з відрогів льодовика Дарвіна — на півночі. Ці льодовики, в свою чергу «впадають» в льодовики Тасман — на північному заході та Мерчисон — на південному сході.
Згідно інформації Департаменту про землю в Новій Зеландії (LINZ), вершина гори піднімається на абсолютну висоту 3025 метрів. Список, опублікований Новозеландським альпійським клубом, вказує Гамільтон на 10-му місці за абсолютною висотою як незалежну вершину Нової Зеландії та на 24-му місці за абсолютною висотою серед всіх відомих вершин країни. Гора розташована за 15,2 км на північний схід від гори Кука (Аоракі) (3724 м).
Відносна висота гори — 340 м, за іншими даними 325 м. За цим показником вершина є 91-ю чи 94-ю у Новій Зеландії. Найнижче ключове сідло вершини, по якому вимірюється її відносна висота, має висоту 2685 м над рівнем моря, за іншими даними — 2700 м і розташоване за 0,97 км на захід-південний захід (43°33′31″ пд. ш. 170°19′5″ сх. д. / 43.55861° пд. ш. 170.31806° сх. д.). Топографічна ізоляція вершини відносно найближчої вищої гори Мальте-Брун (англ. Malte Brun, 3199 м), яка розташована на заході-південному заході, становить 2,1 км.

## Історія
Гора була названа на честь Ноеля Бродріка, жителя Сіднея, який піднявся на цю частину Новозеландських Альп у 1890-х роках. Сьогодні це частина Національного парку Аоракі/Маунт-Кук.
Перше, офіційно підтверджене, сходження на Гамільтон було здійснено групою альпіністів у складі Лоуренса М. Ерла, Бернарда Геда, Джека Кларка та Пітера Ґрема 1 грудня 1909 року.

## Геологія
Порода гори складається переважно з варіантів осадових порід пісковика та аргіліту. Трапляються також базальт, вапняк і флінт (тонкозернистий різновид кремнезему). Вік становить від 200 до 275 мільйонів років.